# 中国蓟醇
中国蓟醇（也称为3′-甲氧基蓟黄素、泽兰黄素、甲基条叶蓟素）是一种6-羟基木犀草素衍生的O-甲基化黄酮，分子式C18H16O7，存在于香科科属植物Teucrium gnaphalodes和蒿属植物Teucrium gnaphalodes中。